# Демократическая партия труда (Италия)
Демократическая партия труда (итал. Partito Democratico del Lavoro, PDL) — это политическая партия, существовавшая в Италии в 1943—1948 годах. Партия имела умеренно-социалистическую (лейбористскую) и прогрессивно-демократическую направленность. Самым известным лидером и одним из основателей партии был Иваноэ Бономи.
Первая ячейка партии появилась в апреле 1943 года под названием Демократия труда (итал. Democrazia del Lavoro, DL) на основе «Движения за переустройство» (итал. Movimento di Ricostruzione), возникшего несколькими месяцами ранее. В течение 1944 года входившие в Комитет национального освобождения и близкие идеям лейборизма, начинают объединяться вокруг Демократии труда, которая 13 июня 1944 года была переименована в Демократическую партию труда. Несмотря на отсутствие значительной поддержки населения, партия в период своего недолго существования сыграла значительную роль в политической жизни страны.
В 1946 году партия приняла участие в выборах в Учредительное Собрание, создав единый блок с Итальянской либеральной партией и ещё двумя небольшими объединениями. Некоторые члены партии выдвинулись по другим спискам. Партия показала очень низкий результат, что привело к кризису, а затем и к её распаду. В Учредительном Собрании была создана группа Демократия труда, однако в неё отказались войти несколько основателей партии, в том числе Бономи. В группу также вошёл единственный депутат от Партии крестьян Италии Алессандро Скотти. На момент окончания работы Учредительного Собрания, группа DL составляла 9 человек.
Завершение работы Учредительного Собрания совпало с прекращением существования партии, и восемь депутатов рассеялись по различным политическим силам, и не только левым. Двое примкнули к прогрессистской группе, близкой ИКП, трое вошли в ИСП, один — в ИЛП, один стал независимым и один ушёл из политики.